# Marc Vervenne

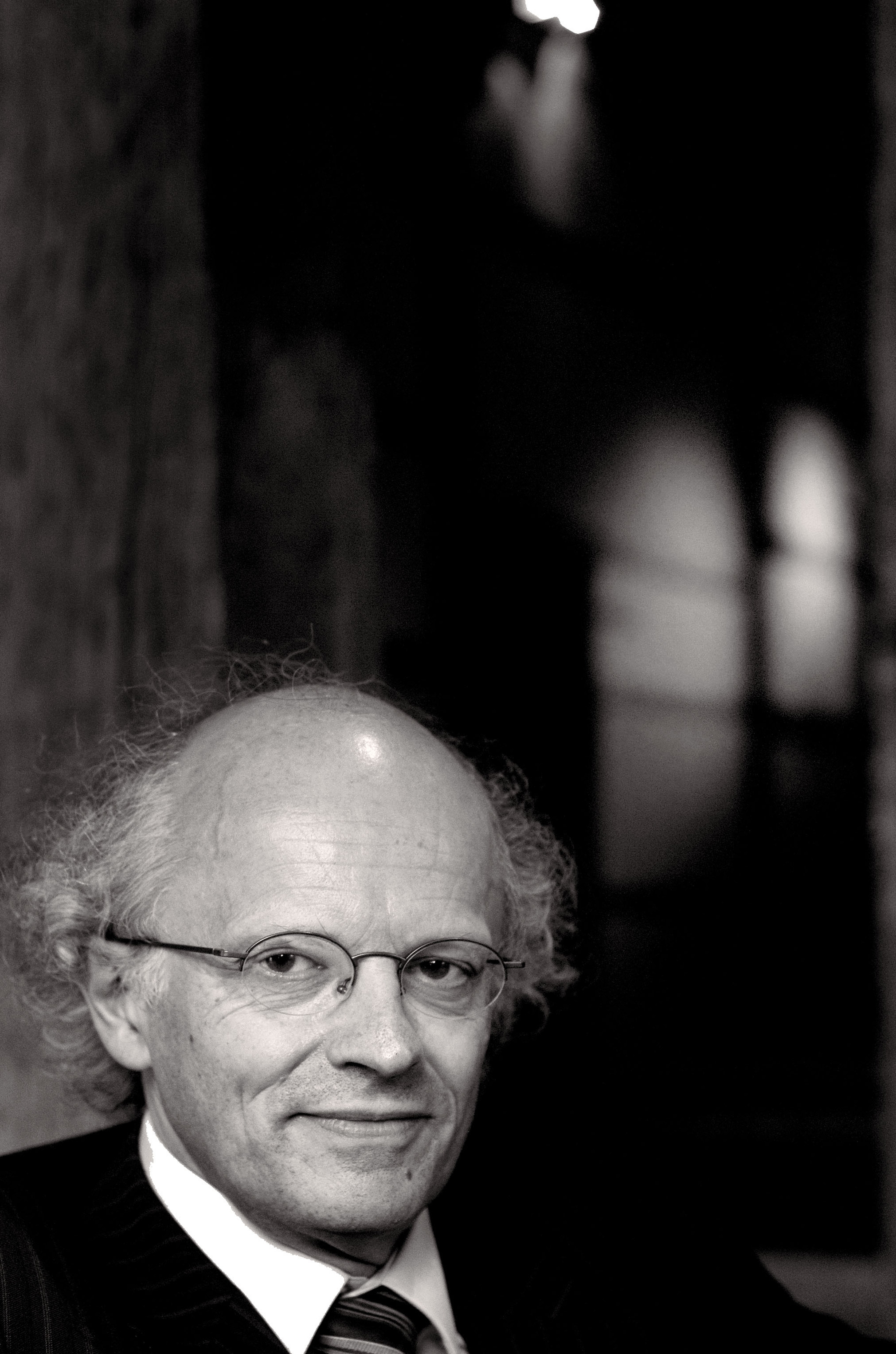
Marc Vervenne, 2008

Marc Vervenne (* 16. April 1949 in Ypern) ist ein flämischer Theologe. Von 2005 bis 2009 war er Rektor der Katholieke Universiteit Leuven.
Er studierte Theologie mit Schwerpunkt auf der Exegese des Alten Testaments und Nordwestsemitischer Sprache an der Katholieke Universiteit Leuven, wo er 1986 promovierte. 1987 wurde er Dozent an der Theologischen Fakultät der K.U.Leuven, 1992 wurde er hier zum Professor ernannt. Zudem hat er Gastprofessuren in Lille und Kinshasa inne.
Vervenne gilt als Experte auf dem Gebiet des Alten Testaments. Er nimmt an mehreren internationalen Forschungsprogrammen teil und ist Redaktionsmitglied in verschiedenen Fachzeitschriften.
Er ist verheiratet mit Christine de Roo, mit der er drei Kinder hat.

## Bibliographie (Auswahl)
- The protest motif in the sea narrative (Ex 14,11–12): form and structure of a pentateuchal pattern, in: Ephemerides theologicae Lovanienses, Nr. 63, Löwen 1987, S. 257–271.
- Swords into plowshares - theological reflections on peace, mit Roger Burggraeve, Löwen 1991, ISBN 90-6831-372-X.
- The question of "Deuteronomic" elements in Genesis to Numbers, in: García Martínez, F. (Hrsg.): Studies in Deuteronomy: in honour of C. J. Labuschaqne on the occasion of his 65th birthday, Leiden 1994, S. 243–268, ISBN 90-04-10052-0.
- Studies in the Book of Exodus, Löwen 1996, ISBN 90-6186-755-X.